# Hubbardia borregoensis
Hubbardia borregoensis är en spindeldjursart som först beskrevs av Briggs och Hom 1966.  Hubbardia borregoensis ingår i släktet Hubbardia och familjen Hubbardiidae. Inga underarter finns listade i Catalogue of Life.